# Ludwig Aaron Gans

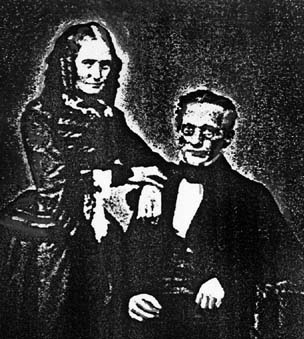
Ludwig Ahron Gans mit seiner Ehefrau

Ludwig Aaron Gans, auch Ludwig Ahron Gans (* 17. Juli 1794 in Celle; † 27. Juni 1871 in Frankfurt am Main) war ein deutscher Unternehmer und Mitbegründer der Firma Leopold Cassella & Comp.

## Leben
Ludwig Ahron Gans, Sohn des Philipp Ahron Gans und der Fanny Hanau, entstammte der über 150 Jahre in Celle ansässigen jüdischen Handelsfamilie Gans. Er war ein Vetter des Juristen und Rechtsphilosophen Eduard Gans und des Celler Juristen Salomon Philipp Gans.
1814 wurde den jüngeren, aktiven jüdischen Händlern die Handelsgenehmigung vom Bürgermeister und Rat Celles abgesprochen. Gans nutzte seine familiären Beziehungen und wählte Frankfurt am Main als neuen beruflichen Standort.
Er wurde in der Frankfurter Judengasse bei der verwandten Familie Goldschmidt aufgenommen und trat 1814 als Lehrling in die Spezereiwarenhandlung Cassel & Reiss ein. Der Mitinhaber jener Firma, David Löb Cassel (1766–1847), hatte den Bürgereid abgelegt und nannte sich ab 1812 Leopold Cassella.
Ab 1820 führte Gans als Prokurist die Geschäfte der Firma Leopold Cassella & Comp. Der Compostellhof in Frankfurt am Main war nun Lagerstätte des inzwischen mit Färbemitteln handelnden  Unternehmens. 
1828 heiratete Gans Rosette Goldschmidt (1805–1868), Nichte und Adoptivtochter von Leopold Cassella (verheiratet mit Nannette Reiss), und wurde im selben Jahr Teilhaber der Firma. 1848 wurde Gans Alleininhaber von Leopold Cassella & Comp. Das Paar hatte sechs Kinder: Henriette (Heidelbach), Marianne (Löwengard), Friedrich (Fritz) Ludwig, Pauline (Weinberg), Adolf und Leo Gans. 
Der älteste Sohn Friedrich Ludwig von Gans trat 1847, dem Todesjahr von Leopold Cassella, als Lehrling in die Firma ein. 
Leo Gans, der jüngste Sohn, errichtete 1870 im Frankfurter Vorort Fechenheim die Frankfurter Anilinfarbenfabrik von Gans und Leonhardt.
1871 starb Ludwig Aaron Gans. Sein Grab befindet sich auf dem jüdischen Friedhof an der Rat-Beil-Straße in Frankfurt am Main.